# Streets of Rage 2
Streets of Rage 2, anche conosciuto come Bare Knuckle II: The Requiem of the Deadly Battle (ベア・ナックルII 死闘への鎮魂歌?, Bea Nakkuru Tsū: Shitō he no Chinkonka) in Giappone e come Streets of Rage II in Europa, è un videogioco appartenente al genere picchiaduro a scorrimento, prodotto e distribuito da SEGA nel 1992. È il seguito di Streets of Rage e fu seguito a sua volta da Streets of Rage 3.

## Trama
È passato un anno dall'ultima battaglia, e la città è finalmente in pace e libera dalla criminalità. Tuttavia il male torna a manifestare la propria presenza: Mr X, il capo dell'organizzazione criminale del primo episodio, è tornato, ancora più forte e potente di prima, con l'intenzione di vendicarsi dei tre giovani poliziotti che lo hanno sconfitto e hanno mandato in rovina la sua organizzazione.
Assetato di vendetta, Mr. X rapisce uno dei tre giovani, Adam Hunter, con lo scopo di attirare Axel e Blaze in una trappola; con l'intento di liberare il loro amico, raffigurato in una foto lasciata nella sua casa messa a soqquadro in catene ai piedi di Mr. X, i due decidono di chiedere aiuto a due persone: Max, lottatore di wrestling a livello professionistico e amico di lunga data di Axel, ed Eddy "Skate" Hunter, il fratello minore di Adam.
I quattro uniscono le forze con l'intenzione di liberare Adam e di distruggere l'organizzazione una volta per tutte. 
A differenza del precedente capitolo, in Streets of Rage 2 è presente solo un finale, la sconfitta di Mr. X.

## Personaggi
- Axel Stone

Axel è un giovane poliziotto che insieme ai suoi due amici Blaze e Adam pose fine già una volta alle attività illegali dell'Organizzazione. È grande amico di Adam da diversi anni e, grazie allo studio di arti marziali e a una notevole forza e tecnica, è il lottatore più bilanciato del quartetto, indubbiamente il più facile da manovrare, specialmente se si punta a contrastare i nemici con le combo o col famoso Grand Upper, un potente montante fiammante che infligge un ingente danno se effettuato con precisione e non è parabile. Indubbiamente è il migliore per affrontare un 1 contro 1, quindi generalmente contro i mostri di fine livello (boss).
- Blaze Fielding

Collega e amica di Adam e Axel, Blaze è una ragazza che già in giovane età si è cimentata in diverse arti marziali, con particolare predilezione per il giudo (Jūdō). Nonostante non sia dotata di grande potenza, possiede comunque un'eccellente tecnica e una discreta velocità; dispone di un ottimo salto e di buoni attacchi speciali. L'unico difetto sono le combo, un po' lente e poco dannose.
- Max Thunder

Max è un amico di lunga data di Axel e, a differenza del suo amico, invece di praticare le arti marziali, si è dedicato anima e corpo al wrestling, diventando in breve tempo un ottimo lottatore a livello professionistico; le sue mosse sono tra le più devastanti, soprattutto l'Atomic Drop e il German Suplex. A causa della propria mole non è in grado, a differenza degli altri personaggi giocabili, di portarsi dietro l'avversario una volta afferrato, ma con una presa può saltare assieme a lui e schiantarlo al suolo con una forza devastante. Nel fumetto pubblicato dal settimanale (magazine) ufficiale americano dei videogioco SEGA, anche Max (il cui cognome è Thunder nella versione originale e Hatchett nella versione europea) fa parte del corpo di polizia di Axel e Blaze, lasciando però con gli altri due il servizio a causa della corruzione nel loro distretto.
- Eddie "Skate" Hunter

Eddie Hunter, chiamato da tutti "Skate" (in Giappone si chiama Sammy), è il fratello minore di Adam e, ispirato dal fratello, si è dedicato ben presto alle arti marziali. Il fatto che tutti lo chiamino Skate deriva dalla particolarità che non gira mai senza i suoi pattini ai piedi e, cosa ancora più particolare, anche con essi riesce ad eseguire le mosse più difficili. Molto veloce e rapido, è però piuttosto debole e poco resistente, ma ciò non toglie che sia un avversario estremamente pericoloso.

## Modalità di gioco
Numerose sono le differenze tra il primo e il secondo capitolo, e ciò che balza subito all'occhio è una migliore qualità grafica, con fondali colorati e arricchiti da numerosi particolari. Anche le texture dei personaggi sono migliorate. Anche in questo caso i livelli da affrontare saranno 8, con i boss alla fine di ognuno di essi e anche con qualche sotto-boss da sconfiggere lungo il percorso.
Le versioni per Game Gear e Master System hanno diversi livelli e in esse Max non è presente.
Le novità più importanti sono state, però, apportate ai personaggi. Anzitutto, è stato eliminato l'attacco speciale della polizia, rimpiazzato da due attacchi speciali, eseguibili uno premendo solo il tasto apposito, mentre l'altro premendo il tasto con il tastierino direzionale premuto in avanti. Si tratta di mosse molto potenti, che però comportano una piccola perdita di quantità d'energia.
Sono state poi introdotte le mosse semi-speciali (una per personaggio), eseguibili premendo il tastierino direzionale in avanti due volte, seguito dal tasto d'attacco normale. Sono stati inoltre variati i parchi mosse dei personaggi, in modo da renderli uno differente dall'altro, sia per quanto riguarda le combo che per quanto riguarda le prese.
Notevole è la varietà dei nemici presenti, dotati ognuno di abilità particolari, richiedendo così diversi modi per poterli sconfiggere.
È stato eliminato, inoltre, il "fattore peso" che condizionava il primo capitolo. Qui, infatti, ogni personaggio può liberamente afferrare e lanciare gli avversari più mastodontici senza correre il rischio che gli franino addosso e che gli causino così una perdita d'energia.
Finalmente sono visibili le barre d'energia dei nemici, con relativo nome.
È stata, infine, introdotta la modalità duello dove i due giocatori devono scegliere uno tra i personaggi e scontrarsi tra loro. È possibile anche scegliere gli stessi personaggi, che nei duelli avranno i vestiti di colore differente tra loro, in modo da poterli distinguere.

### Livelli
Come nel precedente titolo sono presenti 8 livelli, alcuni dei quali richiamano volutamente le atmosfere e le caratteristiche viste in precedenza, altri completamente nuovi.
- Centro della città: la prima parte del livello è ambientata in una strada commerciale che richiama esplicitamente il primo livello del precedente titolo, mentre la seconda si svolge in una strada secondaria, disegnata però differentemente dal secondo livello di Streets of Rage. Da qui si entra in un bar dalle luci soffuse, pieno di tavolini e dotato di piano bar di fronte al bancone; proprio in questo punto, mentre si è distratti dalla lotta, il barista scappa nel retro del bar. Raggiungendolo lo si affronta in qualità di boss.
- Ponte: anche qui la prima parte è un chiaro riferimento al precedente livello 4. Procedendo si affronteranno nemici anche nel cassone di un tir, per poi arrivare in un punto dove manca ancora la copertura d'asfalto. Qui si affronta il boss di livello.
- Parco dei divertimenti: un livello dal disegno completamente nuovo e complesso, è dato da numerosi ambienti. Da un primo giardino pubblico si entra in una sala giochi; da questa si sale in stanze a tema fino ad arrivare alla giostra della nave pirata. Una volta sconfitti tutti i nemici presenti si ricade nel giardino, ma in un altro punto, esattamente davanti alla grotta degli spettri. Una volta dentro bisognerà affrontare un mostro vero, il sotto-boss, e Zamza.
- Stadio: allontanandosi dal parco si arriva all'ingresso dello stadio da baseball. Una volta dentro si percorrerà tutto il campo fino ad arrivare alla pedana del lanciatore. La pedana si rivelerà una struttura mobile in grado di scendere parecchie centinaia di metri sottoterra, fino a raggiungere un'arena nascosta dove si svolgono incontri clandestini di lotta. Qui si rifugia il boss Abadede, che ritorna dal precedente titolo.
- Nave: nonostante sia un'ambientazione già comparsa nella serie, la nave è stata qui completamente ridisegnata con grafiche diverse e più realistiche. Lo schema si suddivide in due livelli di sottocoperta e un ponte sul quale aspetta il boss.
- Isola: scesi dalla nave si arriva su un'isola che si rivelerà essere di proprietà di Mr. X e della sua organizzazione. Dopo un breve tratto di spiaggia (questa volta sullo sfondo c'è il mare), ci si addentra nella foresta fino ad arrivare a un sentiero che porta a degli edifici. Qui c'è un doppio boss, Jet (dal secondo livello) e Zamza (dal terzo) che combattono in coppia.
- Fabbrica: anche il livello della fabbrica è stato parzialmente ridisegnato, anche per motivi di trama. Questa volta l'organizzazione utilizza pienamente l'impianto per produrre armi, non solo per nascondersi. Nella prima parte, più simile al sesto livello di Streets of Rage, tornano i nastri trasportatori ma non le presse industriali. Nella seconda, il concetto di montacarichi è stato completamente rivisto rispetto al precedente titolo. Appena giunti sul tetto si affronta il boss.
- Quartier generale: l'ultimo livello è simile a quello del precedente titolo per gli aspetti di lussuosità degli ambienti (aspetto moderno e ben curato, tappeti rossi, piante d'arredo), ma è ambientato in maniera leggermente differente. Nella prima parte si percorre un corridoio in cui ci si scontra con il boss del livello 7 e 5. Nella seconda parte c'è un ascensore che porta direttamente alla stanza di Mr. X. Ad ogni piano si affronta un piccolo manipolo di avversari capeggiati da un boss (livello 1, 3 e 4). Arrivati all'ultimo piano bisognerà prima affrontare il braccio destro del capo, il pericoloso Shiva.

### Nemici
Pur presentandosi con piccole differenze (nel nome, apparenza e resistenza) i principali nemici ordinari e sotto-boss sono:
- Garcia: è un teppista di strada. Debole e poco pericoloso, può facilmente essere sconfitto. Attacca con combo di pugni. Costituisce una minaccia quando combatte in gruppo o armato di pugnali.
- Donovan: altro criminale afroamericano che combatte colpendo con pugni e montanti. Più resistente e forte di Garcia, combatte quasi sempre al suo fianco. Talvolta combattono armati di tubi d'acciaio.
- Y. Signal: è un punk con la cresta esperto di Judo. Occasionalmente sono assieme a Garcia e Donovan. Sono piuttosto resistenti, anche se generalmente contrastabili senza troppi problemi. Possono attaccare con attacchi in scivolata, prese con cui lanciano l'avversario e pugni.
- Hakuyo: karateka giapponese che attacca con combo di pugni e calci, frontali e volanti. Può anche colpire con un colpo energetico simile a quello di Blaze.
- Gold: motociclisti muscolosi che attaccano con un pugno che atterra l'avversario. Usano anche tubi di acciaio.
- Kusanagi: si tratta di un ninja dotato di un ampio arsenale di mosse, difficile da prendere e molto agile. Se armati di spada e/o pugnali sono letali.
- Falcon: kickboxer alto e muscoloso di colore. È un avversario temibile, resistente e forte perché può colpirti da mezza distanza in salto o sferrando calci di vario tipo. Se ti afferra colpisce con una pericolosa combo di ginocchiate e pugni.
- Electra: Questa donna armata di una frustra elettrica compare nel primo livello per poi tornare più spesso, generalmente in coppia. Quando attacca in salto risulta pericolosa.
- Big Ben: un grassissimo sputafuoco che attacca con body splash e riempiendoti di schiaffi. Può effettuare una combo devastante (salto con impatto e serie di ceffoni) che da sola toglie più di un terzo di vita se non viene schivata o contrattaccata. È il sotto-boss del livello 4, ma ricompare più spesso.
- Jack: è un killer psicopatico molto grosso e muscoloso. Non ha una forza notevole, ma è molto resistente. Attacca con pugni e coltelli di vario tipo. È il sotto-boss del livello 1, ma ricompare più spesso.
- Vehelits: è il sotto-boss del livello 3. È un mostro alieno che si muove da un lato all'altro dello schermo cercando di colpirti.

### I Boss
- Barbon

È il proprietario del bar dove si svolge la prima parte dell'avventura, che viene affrontato proprio all'esterno del bar sotto la pioggia. Durante la presentazione appena ci si avvicina Barbon si strappa di dosso il completo da barista rivelando un fisico muscolosissimo. È in grado di afferrare gli avversari e di lanciarli da una parte all'altra dello schermo. Per il resto attacca con calci rotanti, calci incrociati e pugni. Può inoltre parare di tanto in tanto gli attacchi degli avversari: è in grado di bloccare una dragon smash di Axel senza subire il minimo danno.
Combatte assieme a diversi tirapiedi.
- Jet

Jet compare alla fine del ponte in costruzione; la musica si ferma per un secondo e lo si vede sfrecciare da un lato all'altro dello schermo. Jet è un avversario difficile da sconfiggere dal momento che, grazie all'ausilio del suo Jetpack, è in grado di volare. Ciò gli consente quindi di cadere sempre in piedi e gli permette, inoltre, di non cadere qualora venga lanciato da un avversario. Bisogna prestare particolare attenzione al suo calcio in picchiata e al suo pugno orizzontale. Se riesce ad afferrarti vola in alto e ti fa cadere da molti metri: quest'attacco in particolare, è tra gli attacchi non-combo più devastanti in assoluto.
Come Barbon, combatte supportato da diversi criminali.
- Zamza

Questo bizzarro nemico lo si trova al termine del luna park, dove compare improvvisamente dalla foresta. È un avversario estremamente agile, e le sue mosse sono molto repentine e pericolose. Possiede un arsenale di mosse molto variegato, che varia da german suplex, attacchi in volo (simili a quelli dei ninja), scivolate e possiede inoltre artigli coi quali ferire l'avversario. Alcune sue caratteristiche e peculiarità lo fanno assomigliare molto a Blanka, famoso personaggio della serie Capcom Street Fighter.
- Abadede

Abadede è un wrestler professionista, entrato a far parte del Sindacato. Molto violento e sprezzante delle regole, lotta spesso in un'arena segreta costruita al di sotto di un campo da baseball, incitato da una folla di criminali. È uno dei boss più forti e devastanti, perché possiede un'enorme forza, anche se non è veloce nei movimenti. In quanto wrestler, utilizza tipiche mosse da lotta libera come clothesline, european uppercut, suplex, body splash e pugni di vario tipo. Da vicino può anche prendere l'avversario e colpirlo ripetutamente in testa con una chiave inglese. Se attaccato con una combo si libera atterrando gli avversari. Il suo look ricorda molto quello del wrestler professionista Ultimate Warrior.
- R.Bear

È un grosso pugile a piedi scalzi e vestito da marinaio. Lo si incontra alla fine del livello della nave. Possiede un arsenale di mosse efficace, veloce e difficile da schivare: attacca con ganci, montanti, jab e diretti. Può inoltre effettuare una potente combo di testate e liberarsi se afferrato alle spalle. Infine può saltare sopra all'avversario atterrando con il fondoschiena. Nonostante la mole si muove in modo intrusivo e piuttosto veloce.
In modalità molto difficile combatte assieme a due sotto-boss sputafuoco e un certo numero di altri criminali.
- Parcticle e Molecule

Sono due robot prototipo, costruiti dagli scienziati dell'organizzazione. Anche se non provvisti di braccia, attaccano gli avversari con le armi a loro disposizione, come le palle chiodate sulle loro spalle e il laser che lanciano dal loro unico occhio. Anche questi personaggi sono estremamente difficile da afferrare, in quanto rilasciano una scarica elettrica che toglie un'ingente quantità d'energia.
In modalità difficile/molto difficile sono 3, invece che due.
- Shiva

Escluso Mr. X è il boss più pericoloso del gioco, in quanto possiede tutte le caratteristiche dei protagonisti, oltre ad una grande forza e ad un'innata velocità. Esperto di koppoujutsu è inoltre in grado di contrattaccare praticamente tutti gli attacchi dei personaggi, oltre a saper atterrare in piedi se sollevato e lanciato in aria. Attacca con potenti combo, e oltre ad essere rapido ha una considerevole forza fisica. Il suo flaming roundhouse kick è impossibile da contrastare, l'unico è allontanarsi. Molto esperto nel corpo a corpo (può comunque attaccare con colpi intrusivi come il final crash e attacchi in volo), è il killer preferito, nonché braccio destro di Mr. X.
- Mr. X

È colui che è a capo dell'organizzazione. Nonostante non sia molto forte fisicamente, è resistente e non combatte mai senza il suo fedele mitra grazie al quale, oltre a sparare raffiche di proiettili, può sfoderare anche un attacco grazie al calcio attaccato alla parte estrema del fucile che infligge un enorme danno e atterra l'avversario.
Quando si tratta di combattere contro Axel e soci, non risparmia nessuno e uccide anche i suoi scagnozzi pur di eliminare i suoi nemici.

## Remake/Crossover
In occasione del sessantesimo compleanno di Sega viene creato un crossover con la saga Yakuza, ma con la qualità tecnica e giocabilità di Streets of Rage 2, dal titolo Streets of Kamurocho. Sviluppato da Empty Clip Studios, è stato pubblicato da SEGA il 17 ottobre 2020, per un tempo limitato, su Steam.